# Карачунівська балка
Карачунівська балка — природоохоронна територія в Україні, розташована в Донецькій області, Краматорському районі. Балка є цінним природним ландшафтом, що охороняється для збереження екосистеми та біорізноманіття.

## Загальна характеристика
Територія балки складається з днища нижньої частини, яке з'єднується із заплавою річки Сухий Торець, а також має добре виражений лівий схил та ліві відроги. Заплава річки вкрита густими заростями очерету, а на решті території розташовані луки, рослинність яких частково деградована через надмірний випас худоби.
Схили балки представляють типчаково-ковиловий степ, у складі якого типові степові рослини. Під час обстеження тут виявлено ковила волосиста (Stipa capillata L.), занесену до Червоної книги України. Ймовірно, на схилах ростуть й інші рідкісні види рослин, однак для їхньої ідентифікації необхідні додаткові дослідження в період активного цвітіння (травень-червень).

## Рослинний і тваринний світ
Територія балки являє собою мозаїку степ, лук та прибережно-водних біотопів, що створює сприятливі умови для широкого різноманіття флори і фауни.
У рослинному покриві балки домінують ковила (Stipa), типчак (Festuca), чебрець (Thymus) та сон-трава (Pulsatilla).
Серед представників тваринного світу можна зустріти сипуху (Tyto alba), яструба великого (Accipiter gentilis), сарну європейську (Capreolus capreolus) та різноманітних безхребетних. Для складання докладного списку видів необхідні додаткові обстеження в весняний період.

## Охоронний статус
Зважаючи на природну цінність території, створено ландшафтного заказника місцевого значення «Карачунівська балка» площею 220 га. Охоронний режим заказника та регулювання господарської діяльності допоможуть зменшити антропогенне навантаження, сприятимуть збереженню степових ділянок та відновленню природних угруповань.
Оголошення заказника забезпечить охорону популяцій рідкісних видів рослин, лікарських, медоносних, декоративних та кормових рослин. Обмеження випасу худоби сприятиме відновленню степових угруповань та підвищенню біорізноманіття.

## Галерея

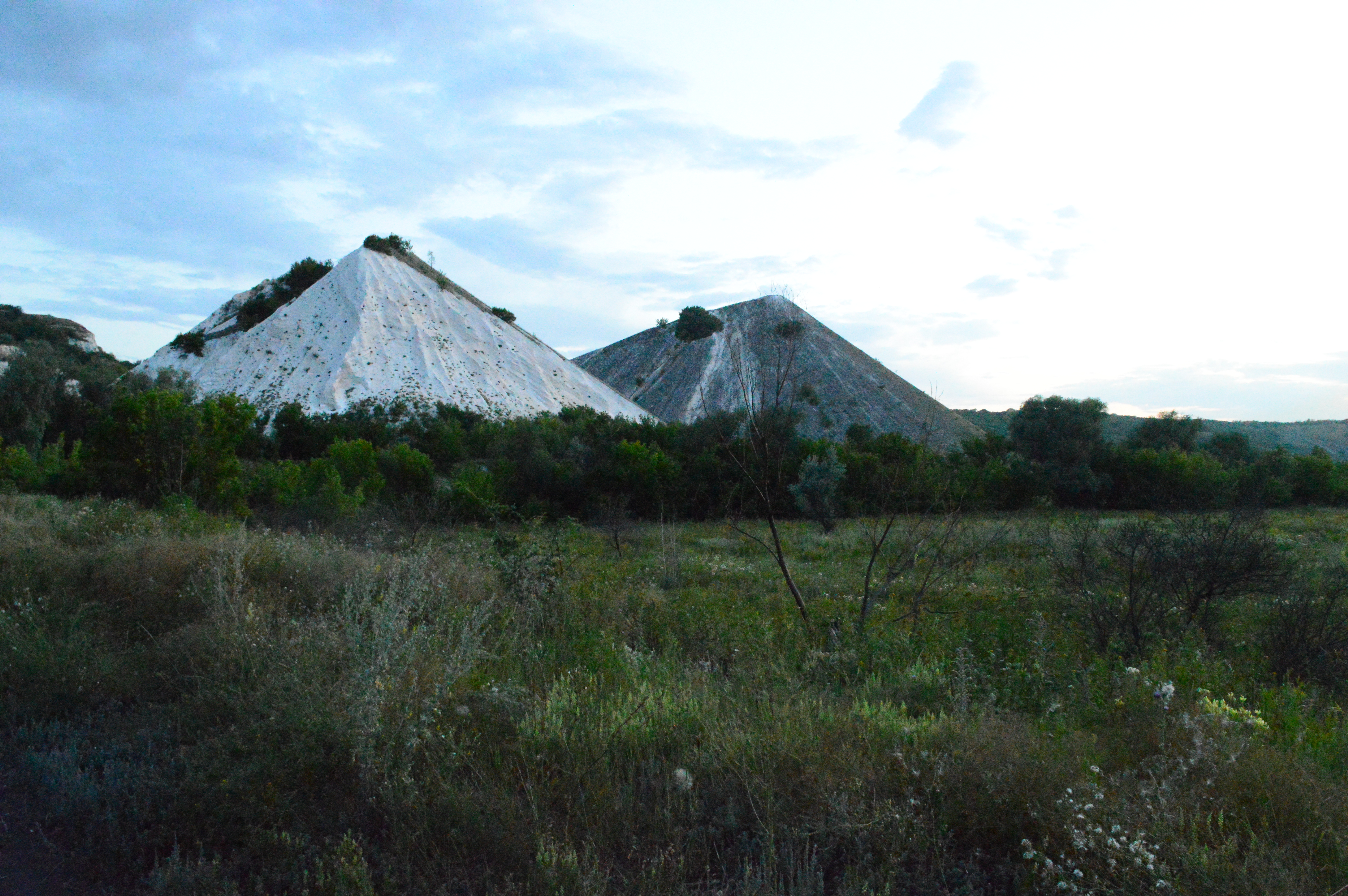
Панорама балки